# La compagna di banco
La compagna di banco è un film di genere commedia sexy all'italiana del 1977 e diretto da Mariano Laurenti con Lilli Carati, Gianfranco D'Angelo, Alvaro Vitali, Lino Banfi, Francesca Romana Coluzzi e Nikki Gentile.
Questo film è il sequel di Classe mista girato nel 1976 sempre dallo stesso regista.

## Trama
Simona Girardi, giovane e bellissima figlia di un industriale, viene trasferita a Trani in una lussuosa villa e si iscrive all'ultimo anno del liceo.
I ragazzi ovviamente fanno subito a gara per entrare nelle sue grazie, ma lei si interessa a Mario D'Olivo, suo compagno di banco. Le altre ragazze della classe, spinte dall'invidia, raccontano a Simona che Mario è solito sedurre e poi abbandonare le ragazze, e le suggeriscono anche il modo di vendicarsi del ragazzo: farlo innamorare e poi lasciarlo all'improvviso. Ma le cose non andranno come avevano progettato le ragazze.

## Produzione
Il regista Mariano Laurenti si avvale per il cast di un gruppo abituale di attori, protagonisti della commedia sexy.
Il film è girato interamente in Puglia, tra le città di Trani e Bisceglie:
- A Trani il film è stato girato nel liceo sul lungomare Cristoforo Colombo ed inoltre si riconoscono il porto, la Cattedrale e la piazza della Repubblica con l'Upim (Oggi è Oviesse).
- A Bisceglie, in particolare in via Duilio e piazza San Francesco[3].

## Censura
Al contrario di altri film del genere questo, pur tramite un pesante taglio di 97 metri (circa tre minuti e mezzo) concordato col regista, non ebbe alcun divieto.